# Alphonse Rabbe
Alphonse Rabbe (Riés, Alps de l'Alta Provença, 18 de juliol de 1784 - París, 31 de desembre de 1829) va ser un historiador, periodista, advocat, escriptor i poeta francés.

## Biografia

### Joventut
Va néixer el 1784 a Riés, petita ciutat de la Provença, en una família que sofriria més tard sota la Revolució Francesa. Amb 16 anys surt de casa per ser secretari particular d'Alexandre de Lameth, prefecte dels Basses-Alpes, i uns mesos més tard emprèn el camí de París, on comença per dedicar-se a la pintura, treballant durant un temps, sense gaire èxit, en el taller de David i en el de Regnault.
Després va dedicar-se també breument a la música, la filosofia i la història de les religions, per finalment retornar a la Provença per acabar els seus estudis de dret. Un cop finalitzats va tornar a Paris per provar sort en l'escena teatral, on tampoc va tenir èxit sobretot a causa del seu accent meridional.

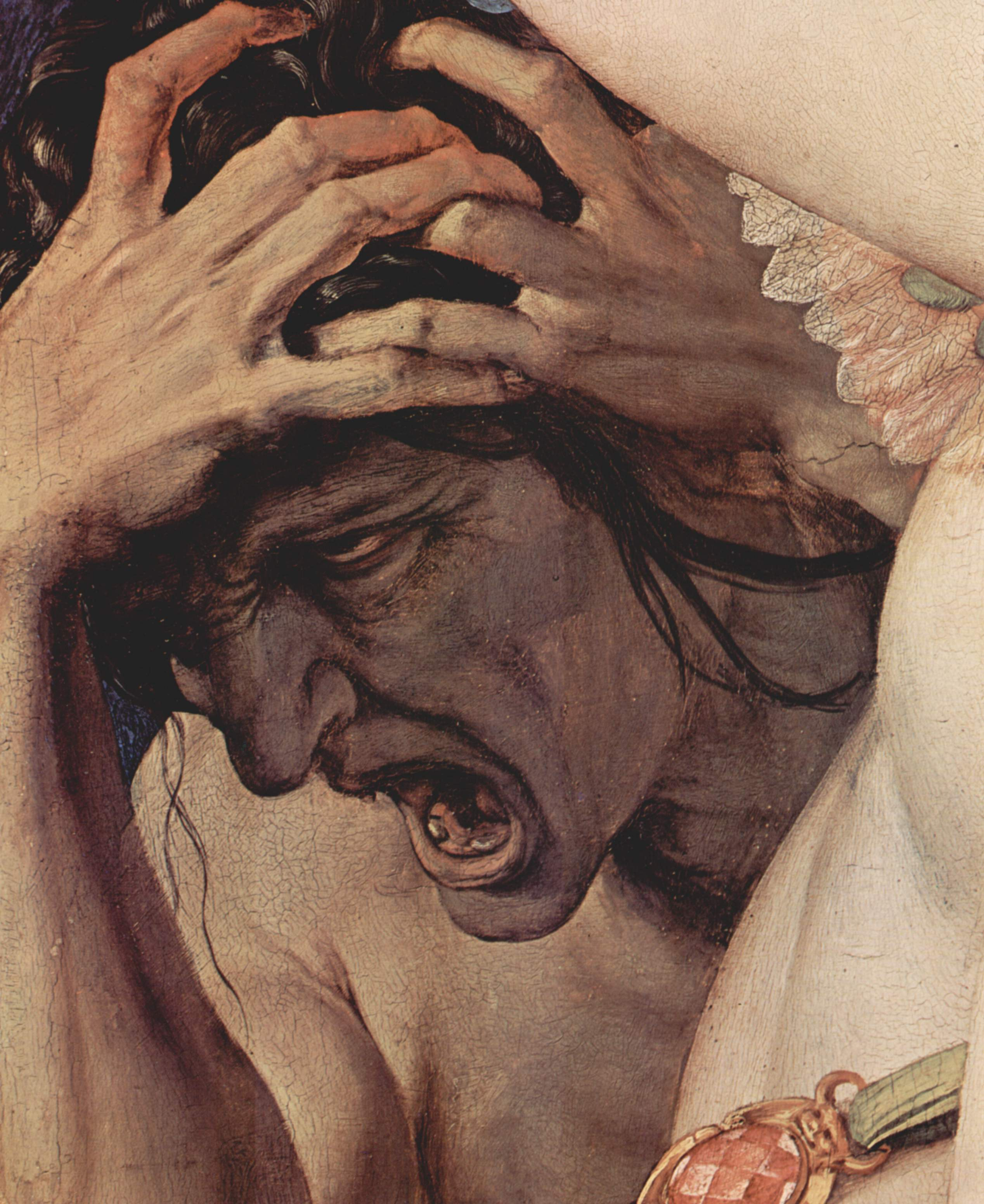
Possible imatge al·legòrica de la sífilis en la pintura Venus, Cupido, la Follia i el Temps, de Bronzino.

Decebut en totes les seves ambicions, i en plenes guerres napoleòniques, Rabbe va entrar a l'administració militar el 1808, i va ser destinat a Espanya, on contrau la sífilis, fet que hauria de marcar la seva vida fins al final. Al cap de dos anys, a causa que la malaltia comença ja a manifestar-se amb força, renuncia i torna a França.
S'inscriu al col·legi d'advocats d'Aix i compagina les seves col·laboracions historiogràfiques, amb Alexandre de Laborde o Damaze de Raymond, amb el seu treball com a advocat, en el qual es distingeix per la seva eloqüència, el seu ímpetu i la seva bellesa física, a la qual la malaltia encara no havia afectat. Aviat esdevé una figura en la política local adscrita als Reialistes de Provença, i fins i tot s'arrisca en una missió secreta a Espanya relacionada amb el Duc d'Angoulême el 1815, durant els 100 dies, missió que finalment fracassa.

### Anys polítics
Després de Waterloo, Rabbe esperava que la seva dedicació li asseguraria el reconeixement reial, però el duc de Richelieu només li ofereix un petit post al ministeri d'Afers Estrangers. Per això i per les posteriors polítiques de la Restauració, Rabbe en queda aviat decebut i passa a la política republicana de l'oposició lliberal, en la que s'implica com a polític i també com a periodista, amb articles a L'Album o a Le Courrier Français o treballant a La Biographie universelle et portative des contemporains entre el 1822 i el 1827. En ells, a més, va defendre també qüestions com la política antiesclavatge de Canning i Wilberforce a Anglaterra, o va condemnar l'estat del poble rus i la política tsarista.
El 1819 publica a Marsella La utilitat dels diaris polítics publicats en els departaments. Participa en la redacció d'una publicació clandestina i irregular, Le Gnome, i funda, també a Marsella, el 1820, un diari de combat, Le Phocéen. Les seves polèmiques amb els monàrquics provençals es van anar agrejant i el 1820 arriben al seu punt culminant quan és acusat d'una irregularitat financera de cinc milions de francs, i se signa una ordre de detenció contra ell. Rabbe va fugir, però va ser detingut i empresonat a Grenoble. Es va defensar a si mateix amb gran eloqüència, i va ser absolt, però Le Phocéen ja estava condemnat i, durant el procés, la seva mare va morir de tristesa i inquietud.
Rabbe va abandonar la seva carrera política i va tornar a París, on va col·laborar amb diaris modestos i efímers com l'Album, prohibit pel govern el març del 1823, les Tablettes universelles, també prohibit el gener del 1824, el Miroir, La Pandore i Le Courrier Français, on va publicar sobretot crítica d'art. Per mantenir-se, Rabbe es va dedicar a treballs de divulgació històrica, amb volums com Síntesi de la història d'Espanya (1823), Síntesi de la història de Portugal (1824) i Síntesi de la història de Rússia (1825), alhora que publicava a Le Courrier Français articles consagrats a la política russa.
Tot i el seu progressiu aïllament, a Paris Rabbe es relaciona amb personatges cèlebres com Víctor Hugo, Alexandre Dumas (pare) o Benjamin Constant, o que més tard esdevindrien cèlebres, com els historiadors Mignet i Thiers, el periodista i novel·lista Joseph Méry, que fou durant algun temps secretari de Rabbe, així com amb Henri De Latouche, Alexis Dumesnil, Louis-François L'Héritier, o Armand Carrel.

### Final
Però per aquells anys la malaltia comença ja a fer estralls tant físics com psicològics, i va viure els darrers cinc anys de la seva vida cada cop més apartat, a mesura que la sífilis el desfigurava. Els tractaments de l'època el van condemnar també a una addicció a l'opi. És per aquesta època que comença a escriure la major part dels textos recollits en l'Àlbum d'un pessimista. Segons es recull en Victor Hugo explicat per ell mateix, aquest parla així del estralls de la sífils en Rabbe: “Les seves parpelles, els seus narius, els seus llavis, estaven corroïts; gens de barba i les dents de carbó. No havia conservat més que els seus cabells, els rissos rossos dels quals suraven sobre les espatlles, i un sol ull la ferma mirada del qual i el somriure ferm i franc llançaven encara un esclat de bondat sobre aquesta màscara fastigosa”.

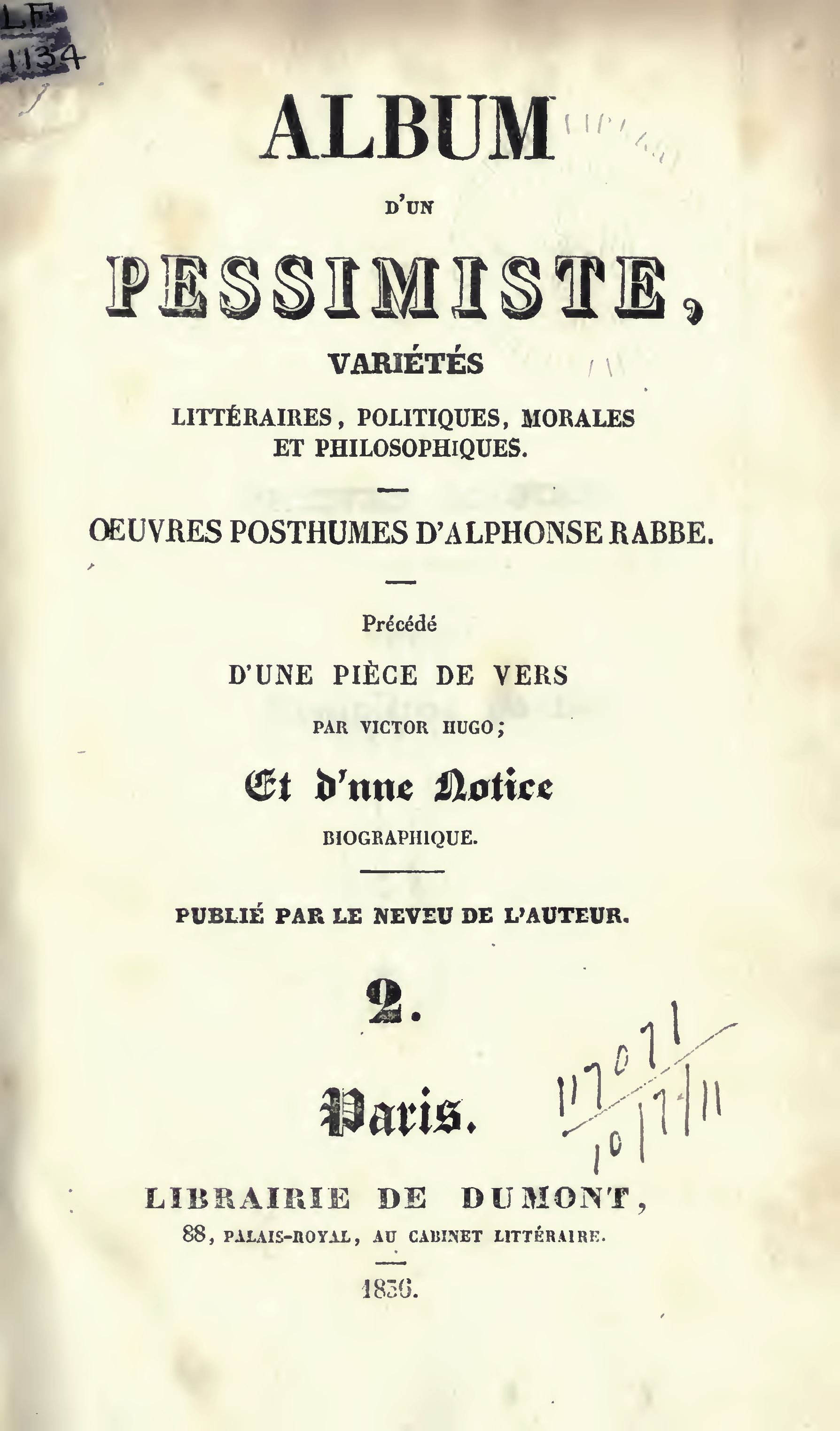
Portada de l'edició de 1836 d'Album d'un pessimiste, d'Alphonse Rabbe.

Se li acumulen deutes i misèria i a la primavera del 1828, la seva jove amant mor, enfonsant Rabbe encara més. Els seus dolors es tornaven cada cop més intolerables i abusava cada cop més del làudanum. Els textos que trobem més tard en l'Àlbum d'un pessimista testimonien la desesperació, soledat i amargor d'aquests darrers anys. El tema de la mort i, sobre tot, del suïcidi són els temes principals del textos recollits postumament en el llibre. D'un to profundament fosc i pessimista, aquest testimoni serà el que durà Breton a citar Rabbe dins el Manifest del surrealisme com a surrealista en la mort (veure següent apartat).
Rabbe, segons la majoria d'opinions al respecte., va suïcidar-se la nit del 31 de desembre del 1829 a l'1 de gener del 1830, tot i que d'altres apuntin a la malaltia o a l'abús de l'opi com a causa del decés.

## Relacions i posteritat
D'entre les moltes relacions que Rabbe va tenir durant la seva vida, destaquen la de Victor hugo i la d'Alexandre Dumas.
Segons explica Sainte-Beuve, la XXI Oda del llibre V del recull de les poesies de Victor Hugo, és dedicada el 1825 A mon ami R. En ella parla de la malaltia i del patiment de Rabbe, fins al punt que aquest es va sentir profundament ofès i Hugo va acabar per treure la dedicatòria. Posteriorment a la mort de Rabbe, li dedica un poema dins del recull Els cants del crepuscle (1836) titulat À Alphonse Rabbe.
Alexandre Dumas menciona a bastament Rabbe dins el primer volum de les seves memòries.

Més endavant, Charles Baudelaire cita Rabbe dins les seves Fusées: 
Estil. — La nota eterna, l'estil etern i cosmopolita. Chateaubriand, Alph. Rabbe, Edgar Poe.
El to Alphonse Rabbe.
André Breton cita Alphonse Rabbe dins el Manifest del Surrealisme (1924), recuperant en una petita mesura la memòria gairebé perduda de Rabbe:
Rabbe és surrealista en la mort. 

## Obra
- Pròleg al Viatge pintoresc i històric per Espanya, d'Alexandre de Laborde (1806)
- Pròleg al Compendi de la Història de Rússia, de Damaze de Raymond (1812)
- Pròleg al Compendi històric de la Guerra entre França i Àustria, d'Alexandre de Laborde (1823)
- Síntesi de la història d'Espanya (1823)
- Síntesi de la història de Portugal (1824)
- Síntesi de la història de Rússia (1825)
- Història d'Alexandre I, emperador de totes les Rússies (1826)
- Àlbum d'un pessimista (1835 post.)